# Contea di Moore (Texas)
La contea di Moore in inglese Moore County è una contea dello Stato del Texas, negli Stati Uniti. La popolazione al censimento del 2010 era di 21 904 abitanti. Il capoluogo di contea è Dumas.

## Storia
La contea è stata creata nel 1876 ed organizzata nel 1892. La storia della contea è conservata al Window on the Plains Museum.

## Geografia fisica
Secondo l'Ufficio del censimento degli Stati Uniti d'America la contea ha un'area totale di 910 miglia quadrate (2400 km²), di cui 900 miglia quadrate (2300 km²) sono terra, mentre 9,9 miglia quadrate (26 km², corrispondenti all'1,1% del territorio) sono costituiti dall'acqua.

### Contee adiacenti
- Sherman County (nord)
- Hutchinson County (est)
- Carson County (sud-est)
- Potter County (sud)
- Oldham County (sud-ovest)
- Hartley County (ovest)
- Dallam County (nord-ovest)

### Aree nazionali protette
- Lake Meredith National Recreation Area

## Società

### Evoluzione demografica
| Anno | Popolazione | ±%       |
| ---- | ----------- | -------- |
| 1890 | 15          | Note:    |
| 1900 | 209         | 1,293.3% |
| 1910 | 561         | 168.4%   |
| 1920 | 571         | 1.8%     |
| 1930 | 1,555       | 172.3%   |
| 1940 | 4,461       | 186.9%   |
| 1950 | 13,349      | 199.2%   |
| 1960 | 14,773      | 10.7%    |
| 1970 | 14,060      | −4.8%    |
| 1980 | 16,575      | 17.9%    |
| 1990 | 17,865      | 7.8%     |
| 2000 | 20,121      | 12.6%    |
| 2010 | 21,904      | 8.9%     |

## Politica
Per quanto concerne le Elezioni presidenziali negli Stati Uniti d'America del 2008 il 78,76% degli abitanti della contea ha votato per John McCain, mentre il restante 20.65% per Barack Obama. Caso analogo anche alle Elezioni del novembre 2004, dove George W. Bush vinse l'81.75% dei voti, mentre John Kerry il 17.93%.

## Infrastrutture e trasporti

### Strade principali
- U.S. Highway 87
- U.S. Highway 287
- State Highway 152
- State Highway 354